# Prínos (ort i Grekland, Östra Makedonien och Thrakien)
Prínos (Prinos, Kalyves) är en ort i Grekland.   Den ligger i prefekturen Nomós Kaválas och regionen Östra Makedonien och Thrakien, i den nordöstra delen av landet, 300 km norr om huvudstaden Aten. Prínos ligger 33 meter över havet och antalet invånare är 1 211. Den ligger på ön Thassos.
Terrängen runt Prínos är varierad. Havet är nära Prínos åt nordväst. Runt Prínos är det ganska glesbefolkat, med 34 invånare per kvadratkilometer. Närmaste större samhälle är Thassos, 11,8 km öster om Prínos. 